# Карпати
Карпатите (на украински: Карпати; на полски: Karpaty; на словашки: Karpaty; на унгарски: Kárpátok; на румънски: Carpaţi; на сръбски: Карпати) са планинска система в централната част на Европа, която се простира на територията на Чехия, Словакия, Полша, Унгария, Украйна, Румъния и Сърбия.
Дълга е около 1500 километра. Образува изпъкнала на североизток дъга и остър завой на югоизток.
Карпатите са част от Алпидите. Планинската система се дели на Западни (Малки Карпати, Бели Карпати, Татри), Източни, Гористи и Южни Карпати. Височината им достига 2655 метра с най-висок връх Герлаховски щит в Татрите. Северните разклонения на Карпатите са планините Бескиди.
Изградени са от гранити, гнайси, пясъчници и конгломерати. Богата е на нефт, природен газ, каменна сол и цветни метали. Характерни са множеството минерални извори. Растителният свят е представен от иглолистни и широколистни гори, субалпийски храсти и пасища.
В Карпатите има 2 национални парка – „Ретезат“ и „Татрански“. Подходящи са за туризъм.

## География
Северозападните Карпати започват на територията на Словакия и южна Полша. Преминават покрай Закарпатието и Трансилвания в голям полукръг към югоизток и завършват при река Дунав близо до град Оршова в Румъния. Общата дължина на веригата е над 1500 km, а ширината ѝ варира между 12 и 500 km. Най-високите върхове на Карпатите са там, където планината е най-широка. Системата достига максималанта си ширина в Трансилванското плато и в Татрите, най-високия хребет, в който се намира Герлаховски щит (Словакия) с височина 2655 m над морското равнище. Карпатите покриват площ от 190 000 km2 и образуват най-дългата планинска система в Европа след Алпите.
Макар често да се наричат планинска верига, всъщност Карпатите не образуват непрекъсната верига планини. Съставени са от няколко орографски и геологически отличаващи се групи, показващи голямо структурно разнообразие. Карпатите, достигащи височина над 2500 m само на няколко места, нямат силно издадени върхове, обширни снежни полета, големи ледници, високи водопади и големи езера, каквито например присъстват и Алпите. Дълго време се вярва, че в Карпатите няма ледници, но скорошни изследвания на полски учени откриват ледникова зона в Татрите. Най-високата точка на Карпатите е толкова висока, колкото средния регион на Алпите, с които споделят подобен вид, климат и флора. Карпатите са отделени от Алпите чрез река Дунав. Двете вериги се срещат само на едно място, близо до австрийско-словашка граница при Братислава. Реката ги отделя и от Стара планина при Оршова в Румъния. Долината на Морава и Одра отделя Карпатите от Силезия и Моравия, които принадлежат на средното крило на Централноевропейската планинска система. За разлика от другите крила в системата, Карпатите, които образуват вододела между северните морета и Черно море, са обградени от всички страни с равнини: Панонската на югозапад, Дунавската на юг и Галицийската на североизток.
Карпатите са създадени по време на Алпийската орогенеза през мезозой и терциер.
По-големи градове в Карпатите, според населението в намалящ ред са:
- Краков (Полша)
- Братислава (Словакия)
- Клуж Напока (Румъния)
- Чернивци (Украйна)
- Брашов (Румъния)
- Кошице (Словакия)
- Ивано-Франкивск (Украйна)
- Орадя (Румъния)
- Белско-Бяла (Полша)
- Мишколц (Унгария)
- Сибиу (Румъния)
- Търгу Муреш (Румъния)
- Бая Маре (Румъния)
- Ужгород (Украйна)
- Тарнов (Полша)
- Ръмнику Вълча (Румъния)
- Мукачево (Украйна)
- Дрогобич (Украйна)
- Пятра Нямц (Румъния)

### Най-високи върхове по страна
| Връх            | Геоложка единица           | Страна   | Административна единица            | Височина (m) |
| --------------- | -------------------------- | -------- | ---------------------------------- | ------------ |
| Герлаховски щит | Фатранско-Татранска област | Словакия | Прешовски край                     | 2655         |
| Молдовяну       | Фъгърашки планини          | Румъния  | Арджеш                             | 2544         |
| Риси            | Фатранско-Татранска област | Полша    | Татрански окръг                    | 2499         |
| Говерла         | Бескиди                    | Украйна  | Надворнянски район, Раховски район | 2061         |
| Беляница        | Беляница                   | Сърбия   | Деспотовац                         | 1339         |
| Лиса гора       | Моравско-Силезски Бескиди  | Чехия    | Моравско-силезки край              | 1323         |
| Кекеш           | Северноунгарски планини    | Унгария  | Хевеш                              | 1014         |

## Други
На Карпатите е наречена улица в квартал „Красно село“ в София (Карта).

## Галерия
- Татрите във Вътрешните Западни Карпати (Словакия)
- Езеро в Южните Карпати (Румъния)
- Говерла (Украйна)
- Железни врата при сръбско-румънската граница